# Кеклен, Калки
Калки Кеклен (фр. Kalki Koechlin, kᴇklɛ̃; род. 10 января 1984, Пондичерри) — индийская актриса

 и сценарист французского происхождения, которая снимается преимущественно в Болливуде. Кеклен является лауреатом Национальной кинопремии Индии, Filmfare Awards и дважды лауреатом Screen Awards.

## Биография
Калки родилась в городе Пондичерри в семье французских эмигрантов, которые переехали в Индию из городка Анже. Она является потомком проектировщика Эйфелевой башни Мориса Кеклена.
Она с детства участвовала в театральных постановках, а уже в юности изучала актёрское искусство в лондонском университете Голдсмитс и одновременно играла в местной театральной труппе. Вернувшись в Индию, она дебютировала на экране в ленте «Dev.D» 2009 году, за который получила премию Filmfare Award за лучшую женскую роль второго плана. После этого она снималась в фильмах «Жизнь не может быть скучной» (2011) и «Yeh Jawaani Hai Deewani» (2013), которые стали одними из самых кассовых в Болливуде, и за роль в которых она также была номинирована на премию Filmfare Award. Кеклен также принимала участие в написании сценария криминального триллера «That Girl in Yellow Boots» (2011), в котором сыграла главную роль.
Хотя Кеклен снимался преимущественно в независимых фильмах, в частности в драме «Margarita with a Straw» (2014), который принес ей Специальный приз жюри Национальной кинопремии Индии, и комедийной драме «Waiting» (2015). Она также появлялась в коммерчески успешных фильмах, в том числе в политической драме «Шанхай» (2012) и триллере «Ek Thi Daayan» (2013). Для выражения собственной позиции по ряду вопросов она также снимается в социальных роликах, которые опубликованы на YouTube.
Кроме съемок в кино и ролей в театре, Кеклен также является автором сценариев и режиссёром нескольких театральных постановок в Индии. Она была одним из сценаристов драмы «Skeleton Woman» (2009), которая принесла ей «The MetroPlus Playwright Award», и фильма «Colour Blind» (2014). Её режиссёрским дебютом стала трагикомедия «Living Room» (2015). Кеклен также была ведущей туристического шоу под названием «Большой побег Калки», премьера которого состоялась в сентябре 2016 года на Fox Life.

## Личная жизнь
С 2011 по 2015 год она была замужем за индийским режиссёром Анурагом Кашьяпом.

## Фильмография
| Год  |   | Русское название            | Оригинальное название     | Роль                    |
| ---- | - | --------------------------- | ------------------------- | ----------------------- |
| 2009 | ф | Дэв.Д                       | Dev.D                     | Чандрамукхи             |
| 2011 | ф | Шайтан                      | Shaitan                   | Амрита «Эми» Джайшанкар |
| 2011 | ф | Жизнь не может быть скучной | Zindagi Na Milegi Dobara  | Наташа                  |
| 2011 | ф | Девушка в желтых сапогах    | That Girl in Yellow Boots | Рутх Эдсер              |
| 2011 | ф | Мой друг Пинто              | My Friend Pinto           | Мэгги                   |
| 2011 | ф | Красавица из трущоб         | Trishna                   | в роли самой себя       |
| 2012 | ф | Шанхай                      | Shanghai                  | Шалини Сахай            |
| 2013 | ф | Ведьма                      | Ek Thi Daayan             | Лиза Датт               |
| 2013 | ф | Эта сумасшедшая молодежь    | Yeh Jawaani Hai Deewani   | Адити Мехра             |
| 2014 | ф | Счастливый финал            | Happy Ending              | Вишакха                 |
| 2015 | ф | Маргариту, с соломинкой     | Margarita with a Straw    | Лайла                   |
| 2015 | ф | Ожидание                    | Waiting                   | Тара Дешпанди           |
| 2015 | ф | Один плюс одна              | Un plus une (фр.)         | в роли самой себя       |
| 2016 | ф | Самоубийца                  | A Death in the Gunj       | Мими                    |
| 2016 | ф | Мантра                      | Mantra                    | Пия Капур               |
| 2017 | ф | Джиа и Джиа                 | Jia Aur Jia               | Джия                    |
| 2017 | ф | Лента                       | Ribbon                    | Сахана Мехра            |
| 2019 | ф | Парень из гетто             | Gully Boy                 | Швета / Скай            |
| 2019 | ф |                             | CandyFlip                 | Эмили                   |
| 2019 | с | Сакральные игры             | Sacred Games              | Батия Абельман          |